# Maciej Cieplucha
Maciej Cieplucha (ur. 3 sierpnia 1988 w Łodzi) – polski łyżwiarz figurowy, startujący w konkurencji solistów. Uczestnik mistrzostw Europy i świata, medalista zawodów międzynarodowych, trzykrotny mistrz Polski (2010, 2012, 2014). Zakończył karierę sportową w 2014 roku.

## Osiągnięcia
| Zawody                                | 03–04          | 04–05          | 05–06          | 06–07          | 07–08          | 08–09          | 09–10          | 10–11          | 11–12          | 12–13          | 13–14          |                |                |                |                |                |                |
| Międzynarodowe                        | Międzynarodowe | Międzynarodowe | Międzynarodowe | Międzynarodowe | Międzynarodowe | Międzynarodowe | Międzynarodowe | Międzynarodowe | Międzynarodowe | Międzynarodowe | Międzynarodowe | Międzynarodowe | Międzynarodowe | Międzynarodowe | Międzynarodowe | Międzynarodowe | Międzynarodowe |
| ------------------------------------- | -------------- | -------------- | -------------- | -------------- | -------------- | -------------- | -------------- | -------------- | -------------- | -------------- | -------------- | -------------- | -------------- | -------------- | -------------- | -------------- | -------------- |
| Mistrzostwa świata                    |                |                |                |                |                |                | 35             |                | 25             | 25             | 22             |                |                |                |                |                |                |
| Mistrzostwa Europy                    |                |                |                |                |                |                | 21             | 25             | 19             | 19             | 19             |                |                |                |                |                |                |
| Finlandia Trophy                      |                |                |                |                |                | 10             |                | 9              | 3              |                | 7              |                |                |                |                |                |                |
| Golden Spin of Zagreb                 |                |                |                |                |                |                |                | 6              | 6              |                |                |                |                |                |                |                |                |
| International Challenge Cup           |                |                |                |                |                | 6              |                |                |                |                |                |                |                |                |                |                |                |
| Memoriał Karla Schäfera               |                |                |                | 16             |                |                |                |                |                |                |                |                |                |                |                |                |                |
| Memoriał Ondreja Nepeli               |                |                |                |                |                |                | 4              |                | 10             |                |                |                |                |                |                |                |                |
| Nebelhorn Trophy                      |                |                |                |                |                | 19             | 10             | 10             |                | 17             | 11             |                |                |                |                |                |                |
| Warsaw Cup                            |                |                |                |                |                |                |                |                |                | 3              | 3              |                |                |                |                |                |                |
| Międzynarodowe: Kategorie młodzieżowe |                |                |                |                |                |                |                |                |                |                |                |                |                |                |                |                |                |
| Mistrzostwa świata juniorów           |                |                |                | 20             | 24             |                |                |                |                |                |                |                |                |                |                |                |                |
| JGP w Andorze                         |                |                | 9              |                |                |                |                |                |                |                |                |                |                |                |                |                |                |
| JGP w Austrii                         |                |                |                |                | 16             |                |                |                |                |                |                |                |                |                |                |                |                |
| JGP w Chorwacji                       |                |                | 15             |                |                |                |                |                |                |                |                |                |                |                |                |                |                |
| JGP w Czechach                        | 23             |                |                |                |                |                |                |                |                |                |                |                |                |                |                |                |                |
| JGP w Holandii                        |                |                |                | 14             |                |                |                |                |                |                |                |                |                |                |                |                |                |
| JGP w Niemczech                       |                |                |                |                | 11             |                |                |                |                |                |                |                |                |                |                |                |                |
| JGP w Rumunii                         |                |                |                | 12             |                |                |                |                |                |                |                |                |                |                |                |                |                |
| JGP w Polsce                          | 20             |                |                |                |                |                |                |                |                |                |                |                |                |                |                |                |                |
| Olimpijski festiwal młodzieży Europy  |                |                | 9 J            |                |                |                |                |                |                |                |                |                |                |                |                |                |                |
| Copenhagen Trophy                     |                |                | 1 J            |                |                |                |                |                |                |                |                |                |                |                |                |                |                |
| Warsaw Cup                            | 7 J            |                | 1 J            |                |                |                |                |                |                |                |                |                |                |                |                |                |                |
| Krajowe                               |                |                |                |                |                |                |                |                |                |                |                |                |                |                |                |                |                |
| Mistrzostwa Polski                    |                | 1 J            | 2 J            | 4              | 3              |                | 1              | 2              | 1              |                | 1              |                |                |                |                |                |                |